# Idaea fortificata
Idaea fortificata är en fjärilsart som beskrevs av Louis Beethoven Prout 1916. Idaea fortificata ingår i släktet Idaea och familjen mätare. Inga underarter finns listade i Catalogue of Life.